# Thế Tông Đại vương (phim truyền hình)
Thế Tông Đại vương (tiếng Hàn Quốc: 대왕세종,tiếng Trung Quốc: 大王世宗, Daewang Sejong) là một loạt phim truyền hình lịch sử nhiều tập được chiếu trên kênh KBS của Hàn Quốc, ngay tiếp sau loạt phim Dae Jo Yeong (phim truyền hình) dài 136 tập.

## Cốt truyện
Bộ phim nói về cuộc đời của vị vua thứ tư của triều đại Triều Tiên (1392-1910), vua Thế Tông Đại Vương (1418-1450). Ông được xem là vị vua vĩ đại nhất trong lịch sử Triều Tiên, với công lao sáng tạo ra ký tự Chosŏn'gŭl cũng như việc trọng dụng những triều thần tài giỏi như Tưởng Anh Thực (蔣英實, 장영실, Chang Yŏngsil).

## Diễn viên
- Kim Sang-kyung trong vai Thế Tông Đại Vương
- Lee Yoon-ji trong vai Chiêu Hiến Vương hậu
- Kim Yeong-cheol trong vai Triều Tiên Thái Tông, phụ vương của Thế Tông
- Choi Myeong-gir trong vai Nguyên Kính Vương hậu, mẫu hậu của Thế Tông
- Lee Chun-hee trong vai Tưởng Anh Thực
- Yoon Se-ah trong vai Huệ tần họ Dương
- Lee Jung-hyun trong vai Thận tần họ Kim
- Park Sang-min trong vai Thế tử (tức Triều Tiên Văn Tông)

### Diễn viên phụ

#### Những người ởJoseon
Hoàng gia
- Lee Sang-yeob vai Thái tử Lee Hyang
  - Oh Eun-chan vai Thái tử Lee Hyang thời niên thiếu
  - Kang-Bit vai Thái tử Lee Hyang khi còn nhỏ